# 松田啄磨
松田 啄磨（まつだ たくま、2002年2月26日 - ）は、大阪府高槻市出身のプロ野球選手（投手）。右投右打。東北楽天ゴールデンイーグルス所属。

## 経歴

### プロ入り前
高槻市立如是中学校では硬式野球の枚方ボーイズに所属していたが、ほとんど登板機会がなかった。
大冠高校に進学し、3年夏の府大会では4回戦で大阪桐蔭と対戦し、6回コールド負け（2-12）で敗退した。甲子園出場経験はなし。
大阪産業大学でも最上級生になるまで目立った実績がなかったものの、4年春のリーグ戦で7勝0敗とブレークを果たした。
2023年10月26日に開催されたドラフト会議にて、東北楽天ゴールデンイーグルスから5位指名を受けた。11月16日に契約金3500万円・年俸700万円（金額はいずれも推定）で入団に合意した。背番号は61。

### 楽天時代
2024年は春季キャンプを一軍でスタートすると、オープン戦では5試合・10回を投げて防御率1.80と結果を残し、リリーフとして開幕を一軍で迎えた。そして、開幕2戦目でプロ初登板を果たす。4月13日にはこの日先発登板を回避した荘司康誠に代わってプロ初先発し、4回1失点と好投した。5月に左内腹斜筋損傷で離脱したものの、この年は7試合に登板し、防御率3.60という成績だった。オフには推定年俸750万円で契約を更改した。
2025年は1試合に登板したのみで、5月29日に右肘頭疲労骨折に対する固定術を受け、同シーズン中の復帰は絶望的となった。

## 選手としての特徴
身長186cmから投げ下ろす最速149km/hのストレートにスライダー・カーブ・スプリットを投じる。カーブは岸孝之と同じ握りであるという。

## 詳細情報

### 年度別投手成績
| 年 度     | 球 団     | 登 板 | 先 発 | 完 投 | 完 封 | 無 四 球 | 勝 利 | 敗 戦 | セ 丨 ブ | ホ 丨 ル ド | 勝 率 | 打 者 | 投 球 回 | 被 安 打 | 被 本 塁 打 | 与 四 球 | 敬 遠 | 与 死 球 | 奪 三 振 | 暴 投 | ボ 丨 ク | 失 点 | 自 責 点 | 防 御 率 | W H I P |
| --------- | --------- | ----- | ----- | ----- | ----- | -------- | ----- | ----- | -------- | ----------- | ----- | ----- | -------- | -------- | ----------- | -------- | ----- | -------- | -------- | ----- | -------- | ----- | -------- | -------- | ------- |
| 2024      | 楽天      | 7     | 1     | 0     | 0     | 0        | 0     | 0     | 0        | 0           | ----  | 64    | 15.0     | 14       | 2           | 9        | 0     | 0        | 8        | 0     | 0        | 6     | 6        | 3.60     | 1.53    |
| 通算：1年 | 通算：1年 | 7     | 1     | 0     | 0     | 0        | 0     | 0     | 0        | 0           | ----  | 64    | 15.0     | 14       | 2           | 9        | 0     | 0        | 8        | 0     | 0        | 6     | 6        | 3.60     | 1.53    |

- 2024年度シーズン終了時

### 年度別守備成績
| 年 度 | 球 団 | 投手  | 投手  | 投手  | 投手  | 投手  | 投手     |
| 年 度 | 球 団 | 試 合 | 刺 殺 | 補 殺 | 失 策 | 併 殺 | 守 備 率 |
| ----- | ----- | ----- | ----- | ----- | ----- | ----- | -------- |
| 2024  | 楽天  | 7     | 1     | 2     | 1     | 0     | .750     |
| 通算  | 通算  | 7     | 1     | 2     | 1     | 0     | .750     |

- 2024年度シーズン終了時

### 記録
初記録
- 初登板：2024年3月30日、対埼玉西武ライオンズ2回戦（楽天モバイルパーク宮城）、5回表に2番手で救援登板、2回無失点
- 初奪三振：同上、5回表にフランチー・コルデロから見逃し三振
- 初先発登板：2024年4月13日、対千葉ロッテマリーンズ2回戦（楽天モバイルパーク宮城）、4回1失点で勝敗つかず

### 背番号
- 61（2024年[8] - ）